# 札幌市交通局7000形電車
札幌市交通局7000形電車（さっぽろしこうつうきょく7000がたでんしゃ）は、かつて、札幌市交通局に在籍していた札幌市営地下鉄の通勤形電車である。東豊線で営業運転されていた。

## 概要
1988年12月、東豊線栄町駅 - 豊水すすきの駅間の開業に伴って登場した。東豊線用車両は当初、東西線6000形電車を改良・増備の上で東西線と同じ6両編成で運用する計画であったが、車体形状・寸法・定員等の変更が行われることとなり、形式を7000形に改め、編成両数も6両から4両へと変更され、デザインも改められた。
東豊線内には車両基地がなく、東西線沿線に所在する西車両基地に所属することから、同基地への回送時に東西線西11丁目駅 - 西28丁目駅間を走行するため、基本的には6000形に準じた設計となった。
1994年10月に豊水すすきの駅 - 福住駅間が延伸開業し、後期車（3次車）が登場した。延長区間は建設費削減のため小断面トンネルで建設されたことから、1・2次車とは寸法が異なる。（前期車（1・2次車）も小断面トンネル対応改造が行われた）。最終的には8両編成まで増結可能な設計であったが、2016年6月25日の営業運転終了まで4両編成で組成されていた。
|          | ← 栄町福住 → |      |      |      |
| 号車     | 1            | 2    | 3    | 4    |
| 車両番号 | 71XX         | 72XX | 73XX | 78XX |

両先頭車が制御電動車、中間車が付随車であり、これは東西線6000形の初期の組成と同じである。パンタグラフは73XX（3号車）に2基設置されている。付番方法は東京地下鉄等と同様（XXが編成番号）。
南北線では南（真駒内）方向の先頭車が1号車であるのに対し、東豊線は西車両基地から東西線と大通駅の連絡線経由で入線するために、東西線と1号車の位置・方向を合わせた関係で北（栄町）方向の先頭車が1号車となっている。

## 車体
車体構造は6000形を踏襲したアルミニウム合金製で、正面デザインは南北線3000形のように貫通路を左に寄せた左右非対称で、前照灯・尾灯は縦に並んでいる。車体が大きくなったために連結部の車両間隔が6000形の約1mから60cmに短縮され、側面ドアは6000形よりも100mm広い1,400mmとなり乗降がしやすいよう設計されている。
6000形同様の架線集電式であるが、パンタグラフは菱形を採用している。乗降促進ブザー音（車外ドアブザー）の音色は南北線3000形第2編成以降に準じたものとなっている。

## 車内
車内設備は6000形を踏襲しているが、壁の厚さを薄くすることで客室内部は6000形よりも広い。さらにシートの奥行を浅くして立席スペースを拡大したため、6000形に比べて定員が増加している。化粧板には札幌市の木・花・鳥であるライラック・スズラン・カッコウなどのイラストが描かれている。連結部のつり革は6000形の5本に対して6本に追加され、上述のように客用ドア幅も拡大された。以降は初期車と後期車に分けて解説する。

### 初期車（1・2次車）
第1編成（1次車）は試作車として開業の1年前に完成し、東西線で試験運転を実施した。しかし第2編成以降（2次車）も同様の設計・形状となったため、1・2次車の相違はない。塗装はベージュに近い色をベースに、東豊線のラインカラーであるライトブルーの帯が腰部と車体上部に配されている。6000形同様、先頭車両に行先表示器が設置されていない。この形式は札幌市交通局の地下鉄車両では最後のものとなった。2016年1月14日をもって第1編成が廃車されたことにより、7000形試作車が消滅した。なお、この日は記念プレートを添えての廃車となった。同年6月25日にさよなら運転を行い、営業運転を終了した。最後に運用に充当したのは第15編成であった。

### 後期車（3次車）
基本的に1・2次車と車体形状は変わらないが、以下の相違点がある。
- 小断面トンネル対応
- CIカラー、先頭車前面に札幌市交通局のCIマークである「STマーク」掲示[注釈 3][注釈 4]
- 先頭車前面にLED式行先表示器設置
- 客室ドア上部に路線図付きLED式車内案内表示器を千鳥配列で配置
- 座席の肘掛部分の形状変化、着席区分の表示

車体塗装は1・2次車と異なり、アイボリーホワイトを基調に正面非常用貫通扉と側面の客用ドア部分にはライトブルーの塗装が施された。車内LED案内表示器は1段表示式で次駅案内やマナー啓発、英語案内などが表示される。視覚障害者に対応した車内向けのドアチャイムは設置されていない。

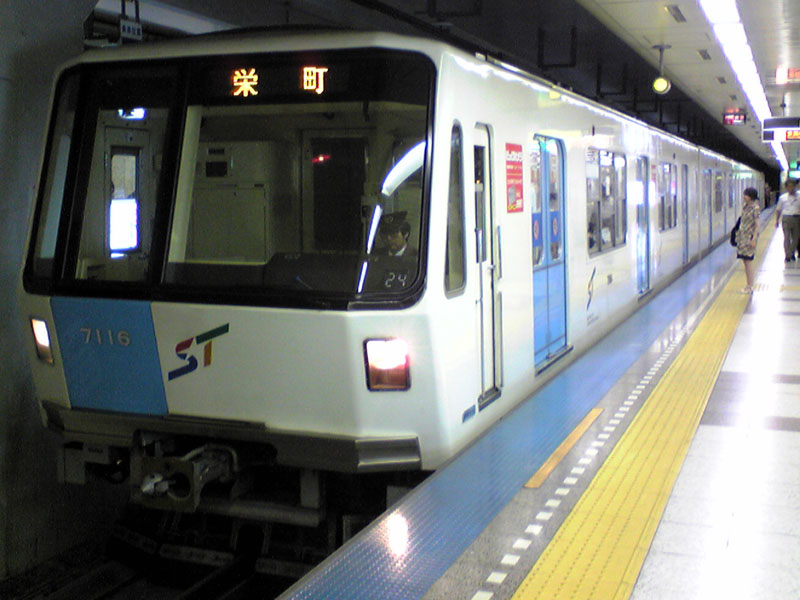
7000形3次車第16編成（2008年7月14日 大通駅）
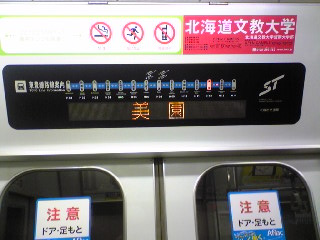
千鳥配列で車内に設置されたLED式車内案内表示器

- 2015年12月に第16編成が離脱したことに伴い、3次車は全編成が運用を離脱した。

## 製造
全車が川崎重工業で製造された。
- 01編成（1次車）：1987年（届出・竣工は1988年）
- 02 - 15編成（2次車）：1988年
- 16・17編成（3次車）：1994年4月
- 18 - 20編成（3次車）：1994年8月

## 改造・改良
福住駅延伸開業前に、初期車15本に対して小断面トンネル対応改造を施工（札幌交通機械が実施）した。内容は7100形のVHFアンテナ、7300形のパンタグラフ・ヒューズ箱の小型化である。
- 1993年1月：7112・7312
- 1993年2月：7106・7306
- 1993年6月：7115・7315
- 1993年7月：7108・7308、7109・7309、7110・7310
- 1993年8月：7102・7302、7105・7305
- 1993年10月：7101・7301、7107・7307、7113・7313
- 1993年11月：7104・7304、7111・7311
- 1993年12月：7114・7314
- 1994年2月：7103・7303

2007年1月から自動音声による車内放送を開始し、同年7月頃には全ての客用ドアに号車とドア位置を示す点字プレートが取り付けられた。なお、連結部の転落防止外幌は最後まで設置されなかった。2008年8月頃より1・2次車の座席シートの交換が随時施工され、3次車と同様の着席区分表示が設けられた。2014年頃より、専用席付近の吊革は高低差のあるオレンジ色のものに交換された。

## ラッピング車両
ディズニー電車
2010年1月29日から2月11日まで、さっぽろ雪まつりの期間に合わせてディズニーの世界をモチーフとしたラッピング電車（第4編成）が運行された。
ファイターズ号
2012年3月19日から、プロ野球球団・北海道日本ハムファイターズのロゴマークや選手のデザインでラッピングした車両「ファイターズ号」が第16編成にて運行されていた。運行期間は約3年間で、2012年の開幕シリーズ最終日の4月1日までは車内広告もファイターズ一色となった。2013年にファイターズが北海道誕生10年目の節目を迎えるシーズンに向けデザインをリニューアルし、3月23日から運行を再開する。2013年の本拠地開幕3連戦「OPENING GAMES」最終日の4月7日まで車内は、ファイターズの過去・現在・未来が凝縮された『動くファイターズミュージアム』となる。以前は札幌市交通局のホームページで運行ダイヤを公開していたが、7000形車両の老朽化に伴う車両の緊急点検・修理等が増加し、公表している運行予定時刻どおりに運行できないケースが増えていることから2014年10月末日を以て公開を休止した。
2015年12月12日をもって運用終了し、現在は廃車となっている。なおファイターズ号は7000形3次車最後の車両となった。
ポケモンラッピング電車（ポケモン列車）
2014年12月19日より2016年6月21日まで、ポケモンセンターサッポロと協力してピカチュウを中軸とした「ポケットモンスター」のキャラクターをラッピングした車両（第4編成）が運行された。

## 廃車
2016年6月25日をもって、第15編成が引退し、全編成が運用離脱となった。初期車は製造から約30年、後期車は製造から20年以上経過しており、老朽化により2014年度から2016年度にかけて新形式の9000形に置き換えられた。
- 第1編成 (試作車)：2016年1月（9000形第12編成と置き換え）
- 第2編成 (2次車)：2014年12月（9000形第1編成と置き換え）
- 第3編成 (2次車)：2015年9月（9000形第8編成と置き換え）
- 第4編成 (2次車)：2016年6月（9000形第20編成と置き換え）[注釈 6]
- 第5編成 (2次車)：2016年4月（9000形第15編成と置き換え）
- 第6編成 (2次車)：2016年3月（9000形第14編成と置き換え）
- 第7編成 (2次車)：2016年6月（9000形第18編成と置き換え）
- 第8編成 (2次車)：2015年3月（9000形第2編成と置き換え）
- 第9編成 (2次車)：2016年6月（9000形第16編成と置き換え）
- 第10編成 (2次車)：2015年7月（9000形第6編成と置き換え）
- 第11編成 (2次車)：2015年11月（9000形第10編成と置き換え）
- 第12編成 (2次車)：2016年2月（9000形第13編成と置き換え）
- 第13編成 (2次車)：2015年5月（9000形第4編成と置き換え）
- 第14編成 (2次車)：2016年6月（9000形第19編成と置き換え）
- 第15編成 (2次車)：2016年6月（9000形第17編成と置き換え）
最後まで営業運転に使われた車両。
- 第16編成 (3次車)：2015年12月（9000形第11編成と置き換え）
- 第17編成 (3次車)：2015年6月（9000形第5編成と置き換え）
- 第18編成 (3次車)：2015年8月（9000形第7編成と置き換え）
- 第19編成 (3次車)：2015年10月（9000形第9編成と置き換え）
- 第20編成 (3次車)：2015年5月（9000形第3編成と置き換え）